# إرنست هوبير
إرنست هوبير هو رسام سويسري، ولد في 22 نوفمبر 1899 في فراونفيلد في سويسرا، وتوفي في 23 أبريل 1988 في برن في سويسرا.